# 이와키 다카노부
이와키 다카노부(일본어: 岩城隆信, 1838년 5월 3일 ~ 1855년 9월 30일)는 일본 에도 시대의 다이묘로, 가메다번의 10대 번주이다. 어릴적 이름은 마사고로(雅五郎)이다.

## 생애
8대 번주 이와키 다카히로의 다섯째 아들로 태어났다. 안세이 2년(1855년) 5월 14일에 선대 번주이자 형인 이와키 다카나가가 사망했기 때문에, 그 양자가 되어 7월 5일에 뒤를 이었다. 하지만 다카노부 또한 같은해 8월 20일에 18세의 나이로 사망하고 말았다. 번주 자리는 동생 다카마사가 계승하였다.
| 전임 이와키 다카나가 | 제10대 가메다번 번주 1855년 | 후임 이와키 다카마사 |